# AGOVV in het seizoen 1956/57
Het seizoen 1956/1957 was het derde jaar in het bestaan van de Apeldoornse betaaldvoetbalclub AGOVV. De club kwam uit in de Eerste divisie B en eindigde daarin op de 15e plaats. Tevens deed de club mee aan het toernooi om de KNVB beker, hierin werd in de tweede ronde verloren van Heracles (2–3).

## Wedstrijdstatistieken

### Eerste divisie B
|       | Blauw-Wit | D.F.C. | EBOH  | EDO   | Excelsior | Fortuna | Helmond | Hermes DVS | RCH   | Rigtersbleek | SHS   | Sittardia | Stormvogels | Vitesse | Volendam |
| ----- | --------- | ------ | ----- | ----- | --------- | ------- | ------- | ---------- | ----- | ------------ | ----- | --------- | ----------- | ------- | -------- |
| Thuis | 1 – 8     | 1 – 3  | 2 – 0 | 6 – 4 | 0 – 0     | 3 – 2   | 5 – 0   | 1 – 3      | 3 – 0 | 2 – 1        | 2 – 1 | 0 – 0     | 2 – 2       | 0 – 1   | 3 – 2    |
| Uit   | 3 – 1     | 4 – 1  | 2 – 1 | 3 – 1 | 5 – 3     | 4 – 1   | 3 – 1   | 3 – 0      | 2 – 1 | 1 – 1        | 3 – 1 | 2 – 2     | 3 – 1       | 1 – 0   | 4 – 0    |

### KNVB beker
| 1e ronde                                             | SC Doesburg                                        | 2 – 7 (2 – 3) | AGOVV                                                                                  |
| 19 augustus 1956 Plaats: Doesburg Sportpark Doesburg | Hartjes 2' Hartemink 6'                            |               | 24' Henk Olthof 40', 50', 65', 66' Mais Hanskamp 42' Sietze de Vries 68' Bertus Wasmus |
| 2e ronde                                             | Heracles                                           | 3 – 2 (2 – 1) | AGOVV                                                                                  |
| 16 september 1956 Plaats: Almelo Bornsestraat        | Herman Vrielink 8', 47' Sietze de Vries 35' (e.d.) |               | 15' Bertus Wasmus –' (pen.) Mais Hanskamp                                              |

## Statistieken AGOVV 1956/1957

### Eindstand AGOVV in de Nederlandse Eerste divisie B 1956 / 1957
| Stand | Gespeeld | Gewonnen | Gelijk | Verloren | Punten | Doelpunten voor | Doelpunten tegen |
| ----- | -------- | -------- | ------ | -------- | ------ | --------------- | ---------------- |
| 15e   | 30       | 8        | 5      | 17       | 21     | 46              | 70               |

### Topscorers
| #                    | Naam              | Goal |
| -------------------- | ----------------- | ---- |
| 1.                   | Mais Hanskamp     | 18   |
| 2.                   | Gertie Loois      | 7    |
| 3.                   | Henk Kanselaar    | 4    |
| 3.                   | Bertus Wasmus     | 4    |
| 5.                   | Karel Visser      | 3    |
| 6.                   | Joop Kluin        | 2    |
| 6.                   | Sietze de Vries   | 2    |
| 8.                   | Herman van Asselt | 1    |
| 8.                   | Teun Brummel      | 1    |
| 8.                   | Herman Dijkgraaf  | 1    |
| 8.                   | Jan Vreugd        | 1    |
| Onbekende doelpunten |                   |      |
| –                    | Onbekend          | 2    |
| Totaal               | Totaal            | 46   |

| #      | Naam            | Goal |
| ------ | --------------- | ---- |
| 1.     | Mais Hanskamp   | 5    |
| 2.     | Bertus Wasmus   | 2    |
| 3.     | Henk Olthof     | 1    |
| 3.     | Sietze de Vries | 1    |
| Totaal | Totaal          | 9    |